# Oh Happy Day
«Oh Happy Day» («О, счастливый день!») — песня в стиле госпел, аранжированная Эдвином Хокинсом и исполненная в 1967 году его группой «Edwin Hawkins Singers». В основу песни лёг христианский гимн (O happy day, that fixed my choice), сочинённый в середине XVIII века английским священником Филиппом Додриджем.
Записана песня была в помещении Церкви Бога во Христе в городе Беркли. Основной вокал принадлежит Дороти Комбс Моррисон. Эдвин Хокинс выступил в роли аранжировщика, руководителя хора и исполнил партию пианино. Песня вышла на сингле вместе с другим госпелом Jesus, Lover of My Soul (1968, в США в апреле 1969 года), она также была включена в альбом Let Us Go Into the House of the Lord (1968), затем в альбом It’s a Happy Day (1969).
В 1969 году песня стала хитом, поднявшись на первое место недельных хит-парадов во Франции, Германии и Швейцарии и на четвёртое место в американских чартах Billboard Hot 100 (в конце года песня была на 93 месте в списке лучших синглов года). В 1970 году песня удостоилась премии Грэмми в номинации «лучшее исполнение в жанре соул-госпел» (Grammy Award for Best Soul Gospel Performance). Позже в рамках американского проекта «Песни века» песня заняла 63-е место.
Песню исполняли многие певцы, в том числе Джоан Баэз, Куинси Джонс, Глен Кэмпбелл, Арета Франклин, Нана Мускури и другие. Джордж Харрисон назвал Oh Happy Day в качестве основного источника вдохновения при создании своего знаменитого хита 1970 года My Sweet Lord.

## Чарты
| Чарт (1968-69)                        | Высшая позиция |
| ------------------------------------- | -------------- |
| Канада (Adult Contemporary, RPM)      | 6              |
| Канада (Top Singles, RPM)             | 2              |
| Франция (SNEP)                        | 1              |
| Германия (GfK)                        | 1              |
| Ирландия (IRMA)                       | 2              |
| Новая Зеландия                        | 20             |
| ЮАР                                   | 13             |
| Швейцария (Schweizer Hitparade)       | 1              |
| Великобритания (OCC UK Singles)       | 2              |
| США (Billboard Hot 100)               | 4              |
| США (Billboard Adult Contemporary)    | 22             |
| США (Billboard Hot R&B/Hip-Hop Songs) | 2              |
| США Cash Box Top 100                  | 3              |